# Глинище (Червенський район)
Глинище (біл. вёска Глінішча) — село в складі Червенського району Мінської області, Білорусь. Село підпорядковане Валевачівській сільській раді, розташоване в центральній частині області.